# Brownie (mitología)

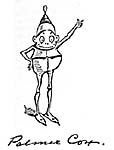
Una representación de un brownie.

Un brownie/brounie o urisk (en escocés) o bien brùnaidh, ùruisg o gruagach (en gaélico escocés) es una criatura legendaria, popular en el folklore de Escocia e Inglaterra (especialmente en el norte, aunque es más común que los hobs cumplan este rol). Es la contraparte escocesa y nor-inglesa del nisse escandinavo, el domovik eslavo y los heinzelmännchen germanos.
Es una criatura mitológica que mora en las casas y que realiza los quehaceres de esta mientras nadie se encuentre. De color marrón (Brown), que de allí deriva su nombre. Es un duende que provee bienestar al hogar, se suele colocar un cuenco con crema cerca de la chimenea como agradecimiento a la criatura.  
Existe una distinción entre el brownie inglés, que vive en casas, y el ùruisg o urisk escocés, que viven en los arroyos y cascadas y son menos propensos a ofrecer ayuda en los quehaceres domésticos.
Los brownies aparecen en diversas manifestaciones de la cultura popular, por ejemplo en la película de George Lucas Willow como humanos miniatura, son también criaturas del juego de rol Dungeons & Dragons y en la novela de fantasía de Mary Norton The Borrowers, a su vez adaptada en películas como The Borrowers y la de animación japonesa Karigurashi no Arriety de Studio Ghibli.